# الا اونیل
الا اونیل (انگلیسی: Ella O'Neill؛ ۱۳ اوت ۱۸۵۷ – ۲۸ فوریهٔ ۱۹۲۲) یا ماری الن کویینلن مادر یوجین اونیل نمایش‌نامه‌نویس نامدار آمریکایی و همسر جیمز اونیل بود. شخصیت او الهام بخش بسیاری از نمایشنامه‌ها و آثار یوجین اونیل به شمار می‌رود.